# Baie de Quinte (circonscription provinciale)
Circonscription électorale provinciale du Canada
Baie de Quinte ((en) Bay of Quinte) est une circonscription provinciale de l'Ontario représentée à l'Assemblée législative de l'Ontario depuis 2018. 

## Géographie
La circonscription comprend:
- La ville de Prince Edward, de Quinte West et une partie de Belleville.

## Liste des députés
| Législature                                                                    | Années        | Député        | Député     | Parti                     |
| ------------------------------------------------------------------------------ | ------------- | ------------- | ---------- | ------------------------- |
| Circonscription issue de Northumberland—Quinte Ouest et Prince Edward—Hastings |               |               |            |                           |
| 42e                                                                            | 2018–2022     |               | Todd Smith | Progressiste-conservateur |
| 43e                                                                            | 2022–2024     |               | Todd Smith | Progressiste-conservateur |
| 43e                                                                            | 2024–2025     | Tyler Allsopp |            | Progressiste-conservateur |
| 44e                                                                            | 2025–en cours | Tyler Allsopp |            | Progressiste-conservateur |

## Circonscription fédérale
Depuis les élections provinciales ontariennes du 4 octobre 2007, l'ensemble des circonscriptions provinciales et des circonscriptions fédérales sont identiques.